# Курдистанський повіт

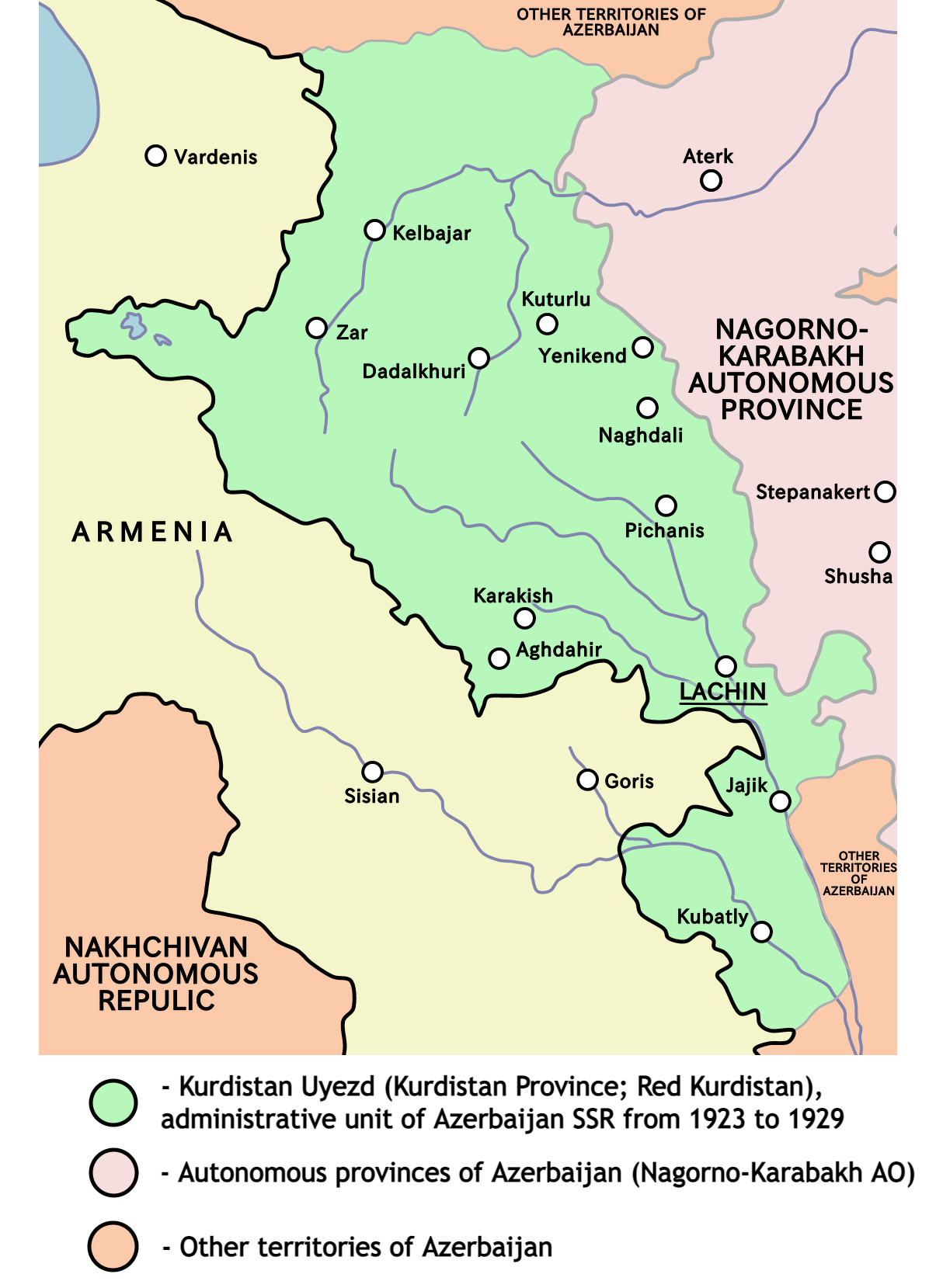
Червоний Курдистан

Курдистанський повіт (також відомий як Червоний Курдистан, курд. Köрдьстана Сор, азерб. Qizil Kürdistan) — адміністративна одиниця у складі Азербайджанської РСР, що існувала з 1923 по 1929. Незважаючи на переважну частку курдів в населенні статусу автономного національно-державного утворення Курдистанський повіт не мав.

## Історія
3 жовтня 1921 року нарком національностей Радянської Росії Йосип Сталін в газеті «Життя національностей» підняв питання про створення окремої Курдистанської республіки на Кавказі. Ймовірно, з наміром подальшої експансії щодо Ірану й Туреччини, де мешкало багато курдів. Можливо, планам завадив потужний голод в землях, населених курдами, який за масштабом дорівнював голоду в Україні та Надволжі.
1922 року радянське керівництво ухвалило рішення утворити Курдистанський повіт. Фактичною метою було створення окремої території на противагу вірменам та азербайджанцям. У цьому продовжувалася політика Москви на Кавказі за принципом поділу та протиставляння різних народів. Цю політику проводив Сергій Кіров, що був першим секретарем ЦК Азербайджанської РСР. Втім чотири пленарні засідання Центрального виконавчого комітету Азербайджанської РСР (21-22 жовтня, 30 грудня 1922 та 13 січня 1923 років) не змогли ухвалити рішення про утворення цього повіту через розбіжності щодо його територіальних меж. Лише 7 липня було зрештою ухвалено рішення про утворення Курдистанського повіту. 16 липня 1923 року відповідний наказ затвердила президія ЦВК Азербайджанської РСР.
8 квітня 1929 року рішенням VI Загальноазербайджанського з'їзду рад (відповідно до рішень ЦВК і РНК СРСР про скасування повітів та створення округів) Курдистанський повіт було ліквідовано та приєднано до Карабаського округу. 25 травня 1930 року наказом ЦВК Азербайджанської РСР було утворено Курдистанський округ в межах колишнього Курдистанського повіту (до нього долучили Зангеланський та частину Джабраїльського колишніх повітів). Але 8 серпня ЦВК Азербайджанської РСР (відповідно до рішень ЦВК і РНК СРСР про скасування округів) припинив існування Курдистанського округу. Територію поділено на декілька районів.

## Адміністративний поділ
Адміністративний центр повіту — місто Лачін (до 1923 мало статус селища, до 1926 називалося Абдаляр). Ділився на 6 Дайр (волостей): Каракішлазьку, Кельбаджарську, Кубатлінську, Котурлінську, Кюрд-Гаджинську та Мурадханлінську.
Практично всі установи «Червоного Курдистану», через брак в повіті придатних міських будівель та приміщень, перебували в Шуші.

## Населення
У 1926 в повіті проживало 51 200 осіб, 73 % яких становили курди, 26 % — азербайджанці. Всього чисельність курдів в Азербайджанській РСР становила 41 200 осіб (1,8 % населення республіки).
Багато хто з них асимілювалися в домінуючу культуру азербайджанців. Неясно, чи відбулося це внаслідок фізичного примусу або природного результату схожості культур та способу життя. Відомо, що до 1926 лише 17 % з 41 200 курдів, що жили в Азербайджанській РСР, визнавали курдську мову як рідну. Деякі дослідники вважають мовну асиміляцію наслідком проведеної владою Азербайджанської РСР політики щодо створення несприятливих умов для вивчення курдської мови:

Перший курдський буквар нами був складений в 1924 і представлений в Наркомосвіти АзССР, але… там же і загинув. Колишній професор Аз. Держ. Університету Жузе у своєму контрреволюційному виступі, зробленому ним у грудні 1930 у зв'язку з обговоренням курдського питання відділенням Близького Сходу АзДержНДІ, заявив, що англійці багато чого зробили для курдів в Іраку (що приваблює туди курдів з Туреччини), але поряд з цією мерзенною брехнею та наклепом, якою обливав громадянин Жузе національну політику радянської влади, знахабнілий класовий ворог говорив класову правду, відзначаючи серед свого брудного наклепу відсутність у той час в Азербайджані курдської школи рідною мовою.